# Гоно Трайков
 Тази статия е за струмишкия деец на ВМОРО.  За ениджевардарския свещеник вижте Гоно Трайчев.  
Гоно (Георги) Трайков е български революционер, деец на Вътрешната македонска революционна организация.

## Биография
Гоно Трайков е роден през 1899 година в струмишкото село Костурино, тогава в Османската империя, днес в Северна Македония. Присъединява се към ВМРО, но загива при междуособиците в организацията след убийството на Александър Протогеров. Убит е на 9 май 1932 година в София. Братовчед е на Христо Трайков, считан за убиец на Димитър Михайлов.